# Microspingus lateralis
O Quete (Microspingus lateralis) é uma ave da família Thraupidae, com cerca de 15 centímetros de comprimento. Tem coloração geralmente marrom-escura esverdeada no dorso e um padrão de chifre  castanho com manchas brancas no peito, mostrando ainda pintas brancas sob a cauda e as asas, quando em voo. Também conhecido como quem-te-vestiu-da-serra, é encontrado em bordas de florestas e bosques no sudeste do Brasil, em especial em matas de altitude, como as da Serra da Mantiqueira.